# Isla Navidad (Tasmania)
La isla Navidad (en inglés: Christmas Island) está ubicada al noroeste de la isla King, en aguas del estrecho de Bass, al norte de Tasmania, en Australia.

## Reserva natural
La totalidad de las 63,49 ha de la isla forma parte de la Reserva natural de la isla Navidad (en inglés: Christmas Island Nature Reserve), creada con el objeto de proteger el lugar de cría de numerosas especies de aves, entre las que se pueden destacar, por su situación de vulnerabilidad, el Thinornis rubricollis, el charrancito australiano (Sterna nereis) y el periquito ventrinaranja (Neophema chrysogaster).